# Svetolucijski kreolski francuski jezik
Svetolucijski kreolski francuski (patwa, patois, kwéyòl, maloantilski kreolski francuski; ISO 639-3: acf), kreolski jezik nastao na temelju francuskog, kojim govori oko 357 000, ljudi od čega na Svetoj Luciji (158 178; 2001), na Dominiki (42 600; 1998), i po nekoliko tisuća na Trinidadu i Tobagu i Grenadi.
Francuskom je nerazumljiv, a srodan je dominikanskom kreolskom francuskom dijalektu, 97 % – 99 % razumljiv. Na trinidadu se naziva trinidadski kreolski francuski, a na grenadi grenadski kreolski francuski.

## Vanjske poveznice
- Lesser Antillean Creole French, Ethnologue (14th)
- Ethnologue (15th)